# Gymnocolea fascinifera
Gymnocolea fascinifera là một loài rêu trong họ Anastrophyllaceae. Loài này được Potemkin mô tả khoa học đầu tiên năm 1993.